# Hiroyuki Sugimoto
Hiroyuki Sugimoto (født 6. oktober 1986) er en tidligere japansk fodboldspiller.
Han har spillet for flere forskellige klubber i sin karriere, herunder Thespa Kusatsu og FC Gifu.